# Where the Heart Is (1990)
Where the Heart Is is een Amerikaanse komische film uit 1990, geschreven, geregisseerd en deels geproduceerd door John Boorman. Hoofdrollen worden vertolkt door Dabney Coleman, Suzy Amis en Uma Thurman.

## Verhaal
Stewart McBain, een man gespecialiseerd in het slopen van gebouwen met behulp van explosieven, wordt wanneer hij de opdracht krijgt om een gebouw genaamd “the Dutch House” op te blazen tegengehouden door een groep demonstranten. Wanneer hij op tv probeert het protest van de hand te doen, zet hij zichzelf alleen maar voor schut.
Bij thuiskomt wordt hij nog eens bespot door zijn drie tienerkinderen – Daphne, Chloe en Jimmy. Ze zijn van mening dat hij nooit op tv had moeten verschijnen. Mede doordat ze de spot met hem drijven, maar ook omdat hij vindt dat ze te verwend zijn, schopt McBain hen het huis uit. Hij zet ze af bij het Dutch House, en geeft hen elk 750 dollar om een eigen leven te beginnen.
Het huis staat op instorten en vereist derhalve een hoop reparaties. Om dit alles te bekostigen nemen de drie kinderen elk een huisgenoot; een modeontwerper genaamd Lionel, een dakloze illusionist genaamd Shitty, en een beurshandelaar genaamd Tom. Ook trekt een amateur-occultist genaamd Sheryl bij hen in. Lionel ziet in enkele van zijn huisgenoten perfecte modellen voor een aankomende modeshow.
Het verhaal speelt zich af tegen de achtergrond van een beurscrash, waardoor McBain bijna failliet gaat. Hij probeert kostte wat het kost een vijandelijke overname van zijn bedrijf te verhinderen, maar faalt. Hij verliest zijn huis en moet uiteindelijk noodgedwongen bij zijn kinderen intrekken. Hierdoor gaat hij de wereld in een nieuw perspectief zien.
Aan het eind van de film worden alle inwoners van het Dutch House het huis uitgezet. Ze blazen het huis op om de nieuwe eigenaar een hak te zetten, en keren allemaal terug naar hun oude leventje.

## Rolverdeling
| Acteur              | Personage       |
| ------------------- | --------------- |
| Dabney Coleman      | Stewart McBain  |
| Uma Thurman         | Daphne McBain   |
| Joanna Cassidy      | Jean            |
| Crispin Glover      | Lionel          |
| Suzy Amis           | Chloe McBain    |
| Christopher Plummer | Shitty          |
| David Hewlett       | Jimmy           |
| Maury Chaykin       | Harry           |
| Dylan Walsh         | Tom             |
| Ken Pogue           | Hamilton        |
| Sheila Kelley       | Sheryl          |
| Michael Kirby       | Lionel's Father |
| Dennis Strong       | Marvin X        |
| Timothy Stickney    | Marcus          |
| Emma Woollard       | Olivia          |

## Prijzen en nominaties
In 1990 won “Where the Heart Is” de NSFC Award voor beste cinematografie.